# Ribautia diversa
Ribautia diversa är en mångfotingart som beskrevs av Carl Graf Attems 1952. Ribautia diversa ingår i släktet Ribautia och familjen storjordkrypare. Inga underarter finns listade i Catalogue of Life.